# 50 Capricorni
50 Capricorni är en gulvit stjärna i huvudserien i stjärnbilden Stenbocken.
50 Capricorni har visuell magnitud +6,99 och kräver fältkikare för att kunna observeras. Den befinner sig på ett avstånd av ungefär 205 ljusår.